# سولا سكريبتورا

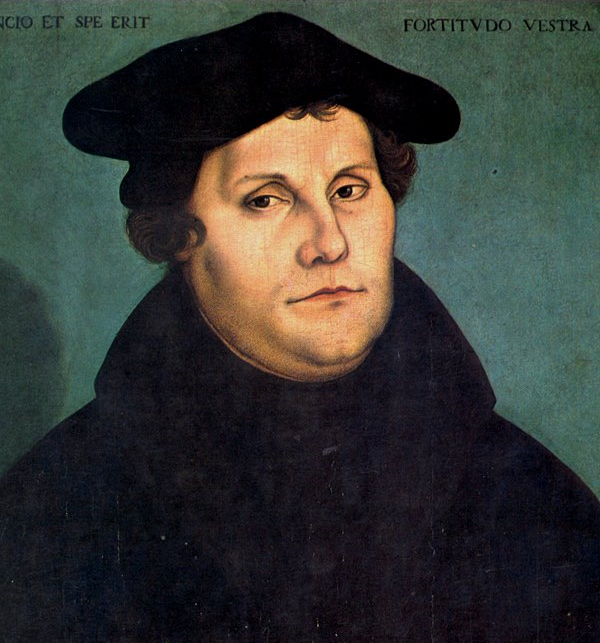

سولا سكريبتورا (باللاتينية: Sola scriptura) وتعني أي بالكتاب فقط؛ وهي فكرة التأكيد أن الكتاب المقدس كلمة الله وأنه يبرهن نفسه بنفسه وأنه واضح للقارئ المنطقي يفسر نفسه ويكفي وحده لإعطاء العقيدة المسيحية.
هذه العقيدة هي أساس الإصلاح البروتستانتي ومبدأ رسمي للبروتستانتية اليوم، بينما تؤمن الكنائس الكاثوليكية والأرثوذكسية أن الكتاب المقدس بالرغم من قدسيته لكنه ليس المصدر الوحيد.